# Itziar Mínguez Arnáiz
Itziar Mínguez Arnáiz (Baracaldo, Vizcaya, 5 de septiembre de 1972) es una poeta, narradora, aforista y guionista de televisión  por cuyas obras poéticas ha ganado prestigiosos premios.

## Trayectoria
Nació en Baracaldo en 1972. Se licenció en Derecho por la Universidad de Deusto. Empezó muy joven escribiendo narrativa, hasta que cuando tenía unos veinte años empezó a escribir poesía. No obstante, dejó reposar sus versos, y pasó a estudiar guion con el poeta, director de cine y guionista Michel Gaztambide, y a partir de 1999 empezó a trabajar como guionista profesional de televisión. Tras trabajar por encargo para una productora durante dieciséis años, en 2016, junto a Pedro Fuentes empezó a trabajar en sus propias historias.
En el 2006, contando ya con treinta y tres años, se presentó al X Premio Internacional de Poesía Surcos de Sevilla, con La vida me persigue. Al resultar ganador fue publicado ese mismo año por la editorial Renacimiento.
A partir de ese momento, la producción y publicación ha sido continua en distintas editoriales españolas. Sus poemas aparecen en distintas antologías, y su poesía ha sido incluida, junto a la de otros autores, en Galería de hiperbreves (Tusquets, 2001).
Ha sido además finalista del Premio Euskadi de Literatura 2010; accésit del XVII Premio Internacional de Poesía Jaime Gil de Biedma; ganadora del VII Premio Internacional de Poesía Ciudad de Morón y del I Premio de Poesía Nicanor Parra.
En narrativa ha obtenido varios premios con sus relatos y su primera novela fue finalista del XII Certamen Literario de Novela Ciudad de Getafe, 2008.
Ha participado en importantes festivales y encuentros poéticos como: FIP Granada, Cosmopoética, BBK poesía, Seis días seis poetas, Poemaria, Perfopoesia,  Poesía viva, Metáfora y Centrifugados.

## Estilo
Mínguez trata de identificarse con el lector, llegar a la poesía cotidiana, a pie de calle. Es partidaria de una poesía atemporal, con referentes como Miguel D'Ors, Karmelo C. Iribarren, Isabel Bono, Lara López y Olga Bernad, que apuestan por la claridad y huyen de las prisas y la inmediatez de las redes sociales. 
Otros referentes de la autora son Gloria Fuertes, Tomás Segovia, Fernando Pessoa, Cesare Pavese y Emily Dickinson.
Sus poemas están basados en el verso libre, «en el que no vale todo», sobre una base melódica intuitiva. Es una poesía muy meditada, que corrige hasta que la encuentra apta para plasmarla en el papel, donde procura que no falte ni sobre nada.
Sus tres primeros poemarios están desarrollados en torno a personajes e historias. Más tarde abandonó este planteamiento, aunque siempre hay un hilo conductor: el amor, el tiempo, la muerte, etc., siempre desde sus vivencias, porque «en poesía es difícil escribir sobre algo que no sea tu propia experiencia». En Qwerty, trató de plasmar su relación con las letras y la experiencia, casi mágica, de juntarlas en un poema.

## Obras
- 2006. La vida me persigue (Renacimiento)
- 2007. Luz en ruinas (Visor)
- 2009. Cara o cruz (Huacamano)
- 2010. Pura coincidencia/Kointzidentzia hutsa  (ed. bilingüe castellano-euskera, Point de Lunettes)
- 2014. Wikipoemia (Ediciones Oblicuas)
- 2015. Cambio de rasante (Baile del Sol)
- 2016. Que viene el lobo (La Isla de Siltolá)
- 2017. Qwerty (La Isla de Siltolá)
- 2018. La vuelta al mundo en 80 jaikus y una nana para despertar (Takara)
- 2018. Idea intuitiva de un cuerpo geométrico (L.U.P.I)
- 2019. Lo Que Pudo haber Sido (Huerga y Fierro)[1][2][3]
- 2021. Nubes y Claros (Cuadernos del vigía)
- 2022. El palacio de hielo (Los libros del Mississippi)
- 2022. Superzirgariak/ Supersirgueras (Diputación Foral de Vizcaya)

## Premios
- 2006. X Premio Internacional de Poesía Surcos de Sevilla, por La vida me persigue.
- 2007. Accésit del XVII Premio Internacional de Poesía Jaime Gil de Biedma por Luz en ruinas.
- 2010. Finalista del Premio Euskadi de Literatura.
- 2010. VII Premio Internacional de Poesía Ciudad de Morón por Pura Coincidencia.[4]
- 2016. I Premio de Poesía Nicanor Parra por Que viene el lobo.[5]
- 2020. VIII Premio internacional de aforismos José Bergamín por Nubes y claros.